# James Tissot
James Tissot (občanským jménem Jacques-Joseph Tissot, 15. října 1836, Nantes – 8. srpna 1902, Chenecey-Buillon) byl francouzský malíř, karikaturista a grafik, působící v letech 1871 až 1882 v Londýně a známý především jako malíř portrétů a scén ze života vyšších vrstev viktoriánské společnosti.
Narodil se v zámožné rodině. Malbu studoval v Paříži, kde jeho hlavním učitelem byl Louis Lamothe. Po roce 1863 se začal věnovat portrétům a rychle se stal známým. V prusko-francouzské válce patřil k obráncům Paříže a zapojil se i jako bojovník pařížské komuny.
Po porážce povstání odešel do Londýna, kde si rychle vybudoval pověst předního společenského portrétisty. Od roku 1876 žil s rozvedenou Kathleen Newtonovou, často ji portrétoval a byl zřejmě otcem jejího syna Cecila George Newtona. Po její smrti roku 1882 se vrátil do Francie. Roku 1885 prožil náboženské obrácení, stal se horlivým katolíkem a po zbytek života výtvarně zpracovával biblická a náboženská témata.

## Fotogalerie

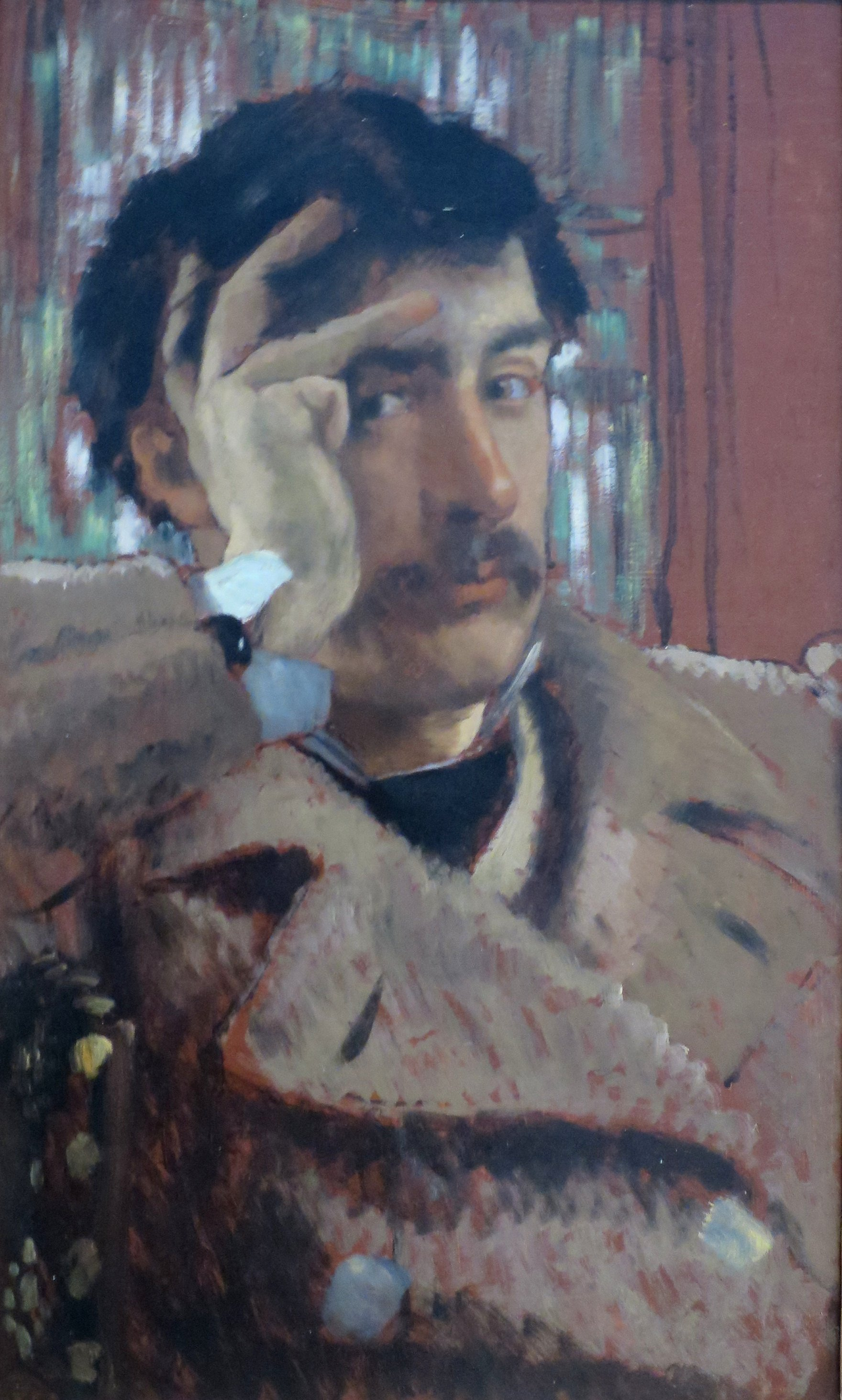
James Tissot: Autoportrét (1865)
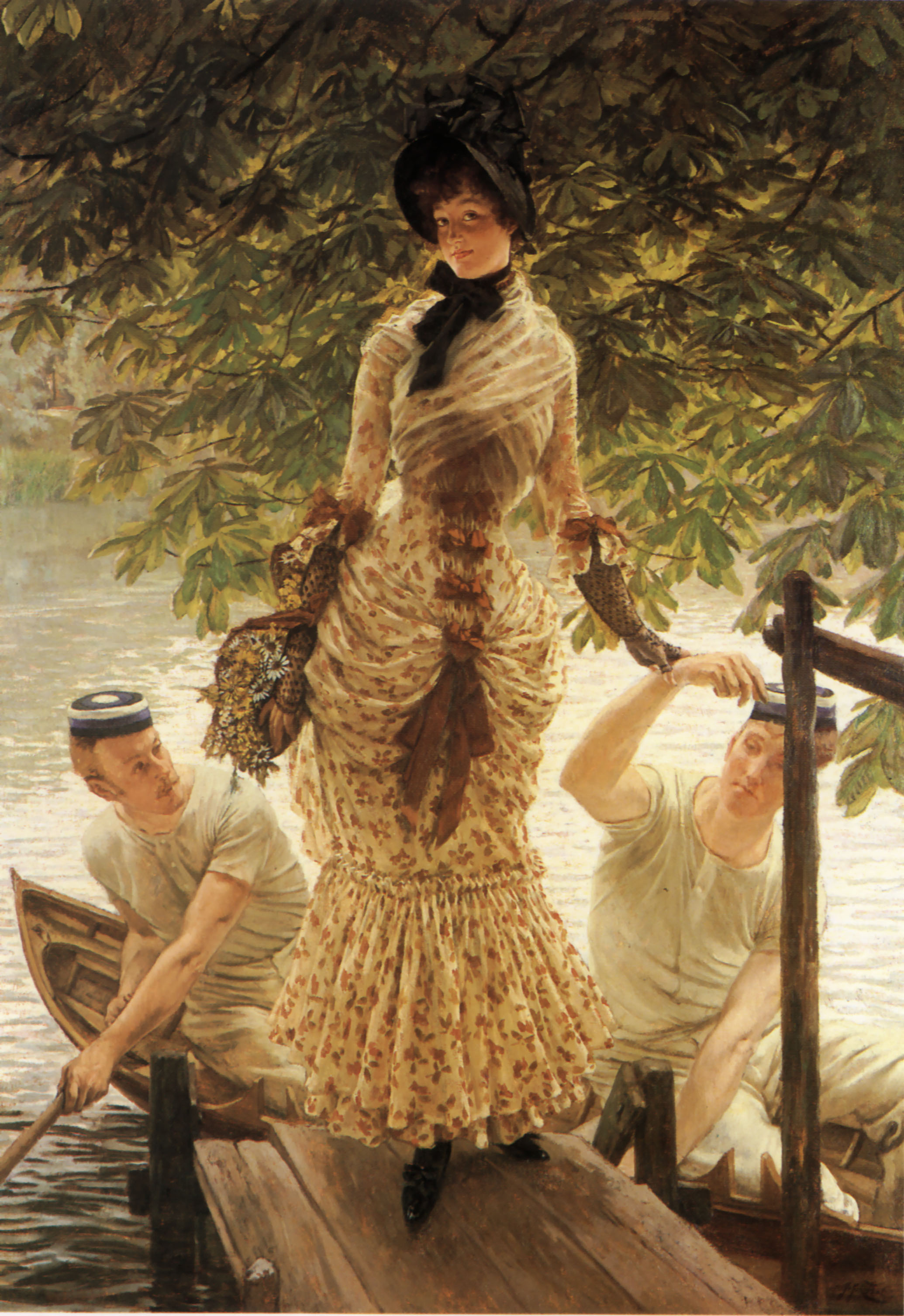
James Tissot: Na Temži (1874)